# Hadzas

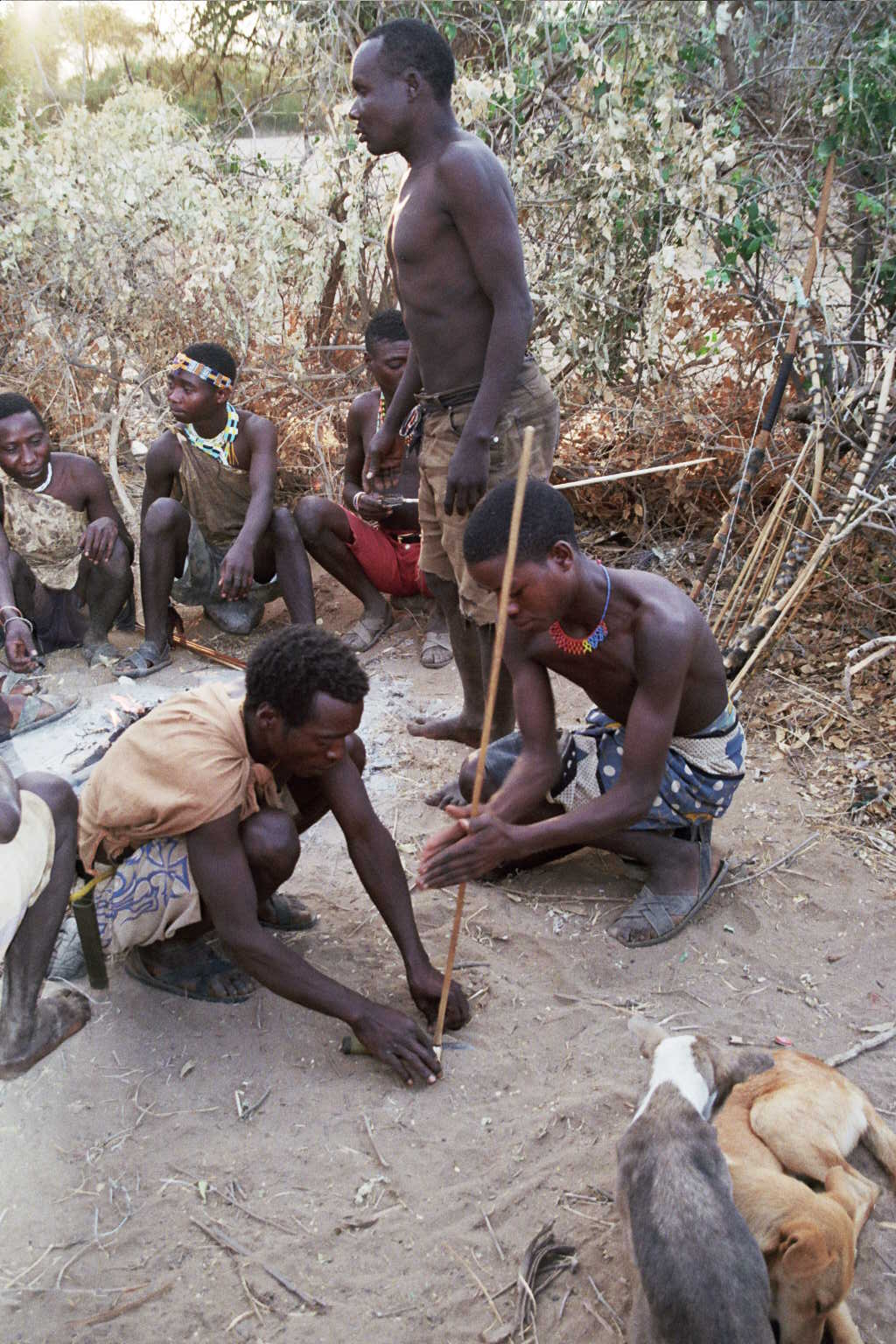
Hadza a acender uma fogueira.

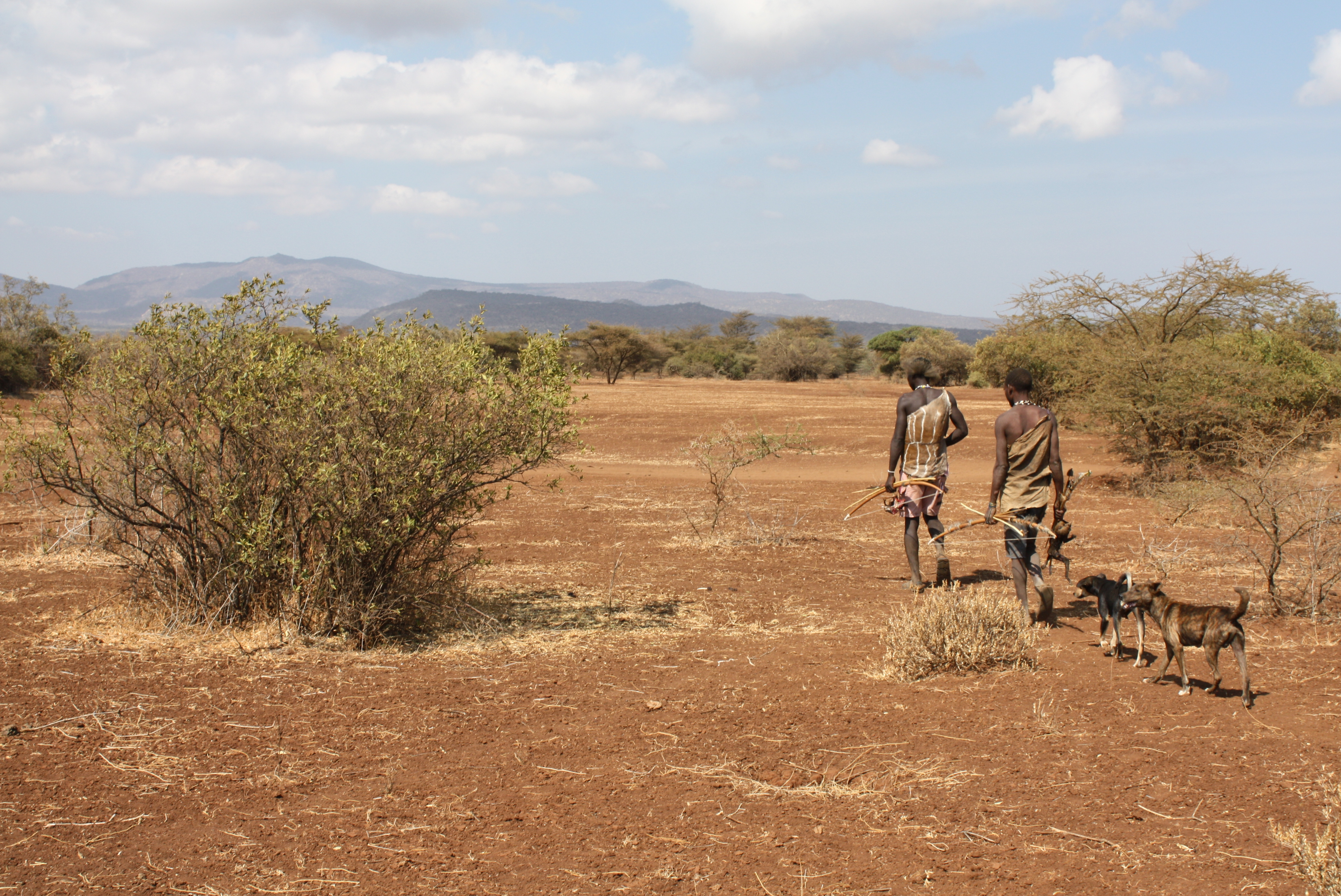
Homens hadza regressam de uma caçada.

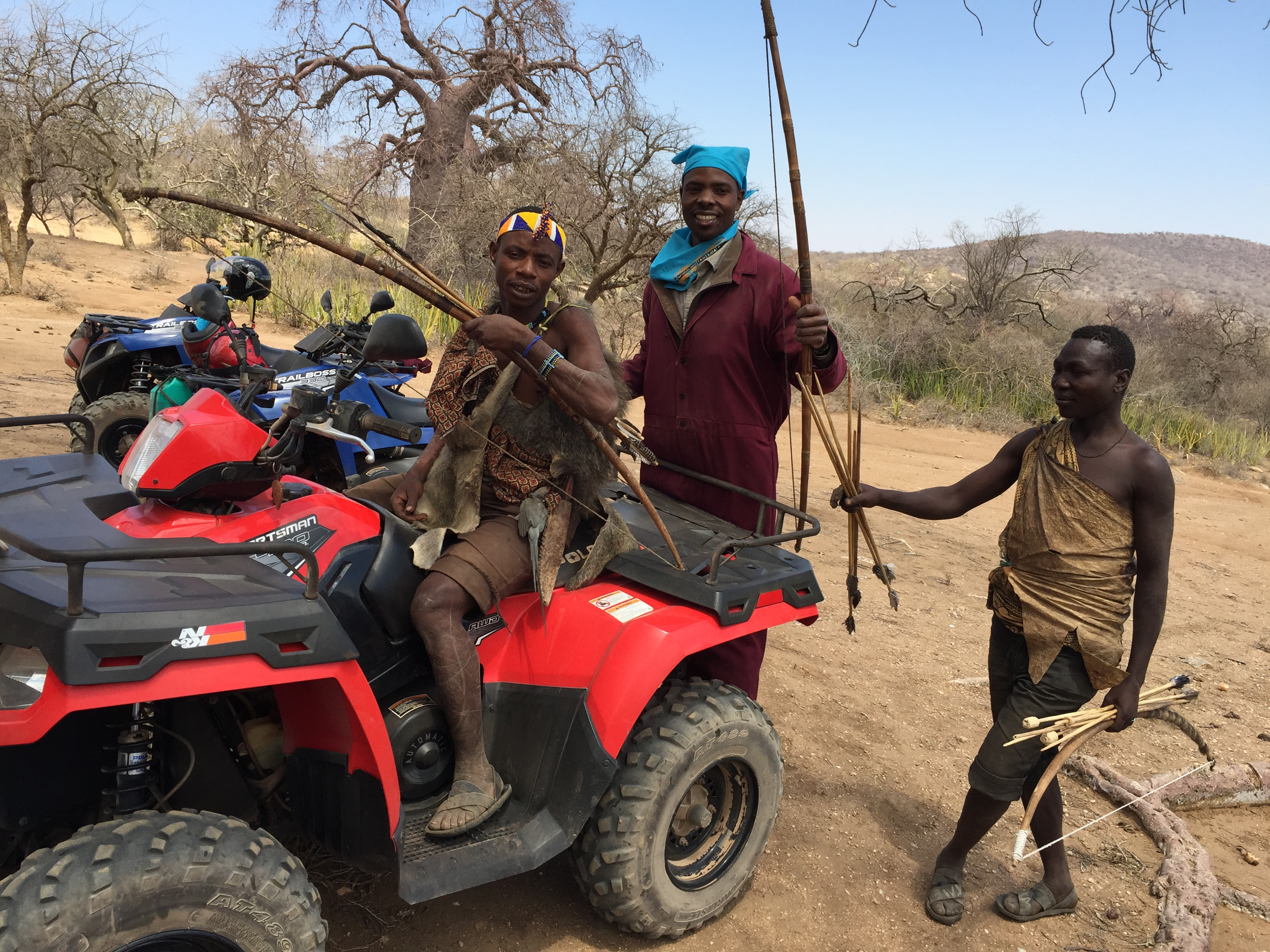
Modernidade

Os hadza, ou hadzabe'e são um grupo étnico da Tanzânia central, nas proximidades do lago Eyasi, no Vale do Rift e perto da planície do Serengeti. Não estão relacionados geneticamente com nenhum outro povo.
Este grupo é presentemente composto por cerca de 1000 indivíduos, dos quais entre 300 e 400 vivem como caçadores-recoletores, seguindo os costumes dos seus antepassados como há dezenas de milhares de anos, antes do estabelecimento da agricultura. Vivem sem leis, normas, calendário, religião nem organização social complexa, apenas com os conhecimentos necessários para a coleta e caça, que são transmitidos de forma oral, e são nómadas. Não têm cerimónias de caráter religioso, nem funerárias, e a tradição oral baseia-se em mitos. São o último grupo de caçadores-recoletores de África.
Os frutos, raízes e tubérculos, recolhidos pelas mulheres, são a parte principal do regime alimentar dos hadza, complementado com a caça de quase todos os animais da zona, exceto serpentes.
Um dos fatores que provavelmente contribuíram de forma importante para a conservação dos costumes ancestrais do povo hadza é que estes ocuparam terras pouco atraentes para os grupos vizinhos, já que são terras  salobras, com pouca precipitação e portanto pouco aptas para agricultura. Porém, nos últimos anos a pressão demográfica tem-se sentido sobre as suas terras, e 75% do que ocupavam na década de 1950 já foi tomada.
Para alguns tanzanianos, os hadza já não têm lugar num país com intenções de se modernizar.
Os hábitos alimentares dos hadza têm sido estudados por cientistas de todo o mundo para compreender fenómenos como a obesidade, inexistente entre os membros da tribo.
O povo hadza é um dos poucos no mundo que mantêm há cerca de 10 mil anos hábitos alimentares baseados no consumo de caça e na coleta de frutos silvestres e tubérculos. A flora intestinal de seus integrantes é invejável e suscita uma espécie de turismo escatológico e científico sobre o povo. Digamos que eles são os detentores de um dos melhores, senão o melhor, cocô do mundo. A microbiota dessa tribo milenar da Tanzânia é rica em bactérias do bem e está associada a uma melhor imunidade.